# Десна (притока Дњепра)
Десна (рус. Десна; укр. Десна) руско—украјинска је река и лева притока реке Дњепра (део басена Црног мора).
Име реке потиче од старословенске дєснъ што значи десно, односно река која у Дњепар долази са десне стране оријентишући се узводно од тока Дњепра.

## Карактеристике
Река Десна извире из мочварног подручја Голубији Мох, недалеко од града Јељње на подручју Смоленског побрђа. Протиче преко територија Смоленске и Брјанске области Русије и Чернигивске, Сумске и Кијевске области Украјине.
Дужина водотока је око 1.130 km, а површина слива износи 88.900 km². У горњем делу тока обале су доста ниске и замочварене, а до значајнијег издизања десне облае долази низводно од Брјанска. У Украјини, ширина реке варира од 60 до 250 метара, просечне дубине од 3 метра. Средњи годишњи проток воде на ушћу је око 360 m³/s. Река се леди од почетка децембра до почетка априла. Пловна је дужином од 535 km, низводно од града Новгород Сиверског, мада је приступ мањим пловилима омогућен и до подручја узводно од Брјанска.
Након што прими своју највећу притоку, реку Сејм близу руско-украјинске границе, река се шири и рачва на више мањих рукаваца. Обале поново постају ниске (посебно код града Чернигова) и замочварене. Улива се у Дњепар недалеко од Кијева.
Још од најстаријих времена Десна је служила као важна трговачка саобраћајница која је повезивала Кијев и околину са басеном Дона и Оке.
У горњем делу тока ове реке, код града Десногорска корито реке је преграђено и створенео је велико вештачко Десногорско језеро површине око 44 km². Језеро је саграђено за потребе хлађења реактора Смоленске нуклеарне електране.

## Притоке
У Десну се улива 18 десних и 13 левих притока. 
- Десне притоке: Убед, Мена, Снов, Белоус, Замглај, Судост, Болдачевка, Габја, Сешча, Стрижењ.;
- Леве притоке: Остјор, Сејм, Доч, Ветма, Велика Присмара, Болва, Снежет, Навља, Неруса, Ивотка, Шостка, Знобовка, Свига, Вересоч, Смољанка.

## Најважнија насеља
На Десној се налазе бројна насељена места, а нека од најважнијих су:
- Смоленска област: Јељња, Десногорск, село Јекимовичи.
- Брјанска област: село Снопот, Жуковка, Сељцо, Брјанск, Вигоничи, Трубчевск и Белаја Берјозка.
- Черниговска област: Новгород Сиверски, Макошино, Чернигов, Остер, Десна.